# Dasineura furcata
Dasineura furcata är en tvåvingeart som beskrevs av Kolesik, Adair och Eick 2005. Dasineura furcata ingår i släktet Dasineura och familjen gallmyggor. Inga underarter finns listade i Catalogue of Life.